# Czyrenica porzeczkowa

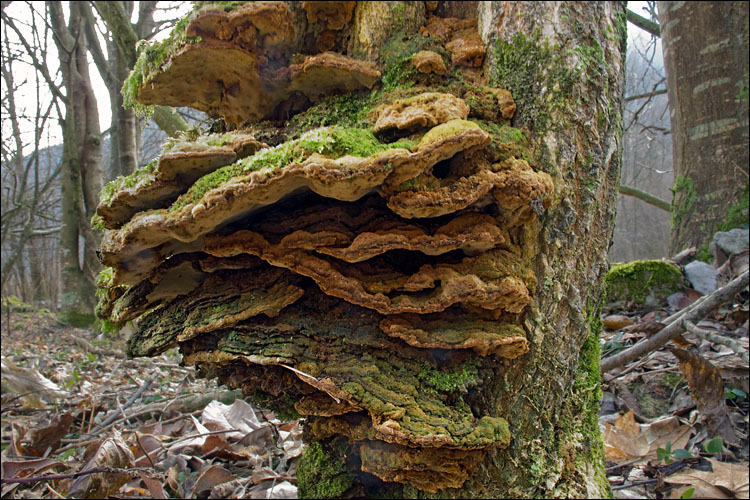

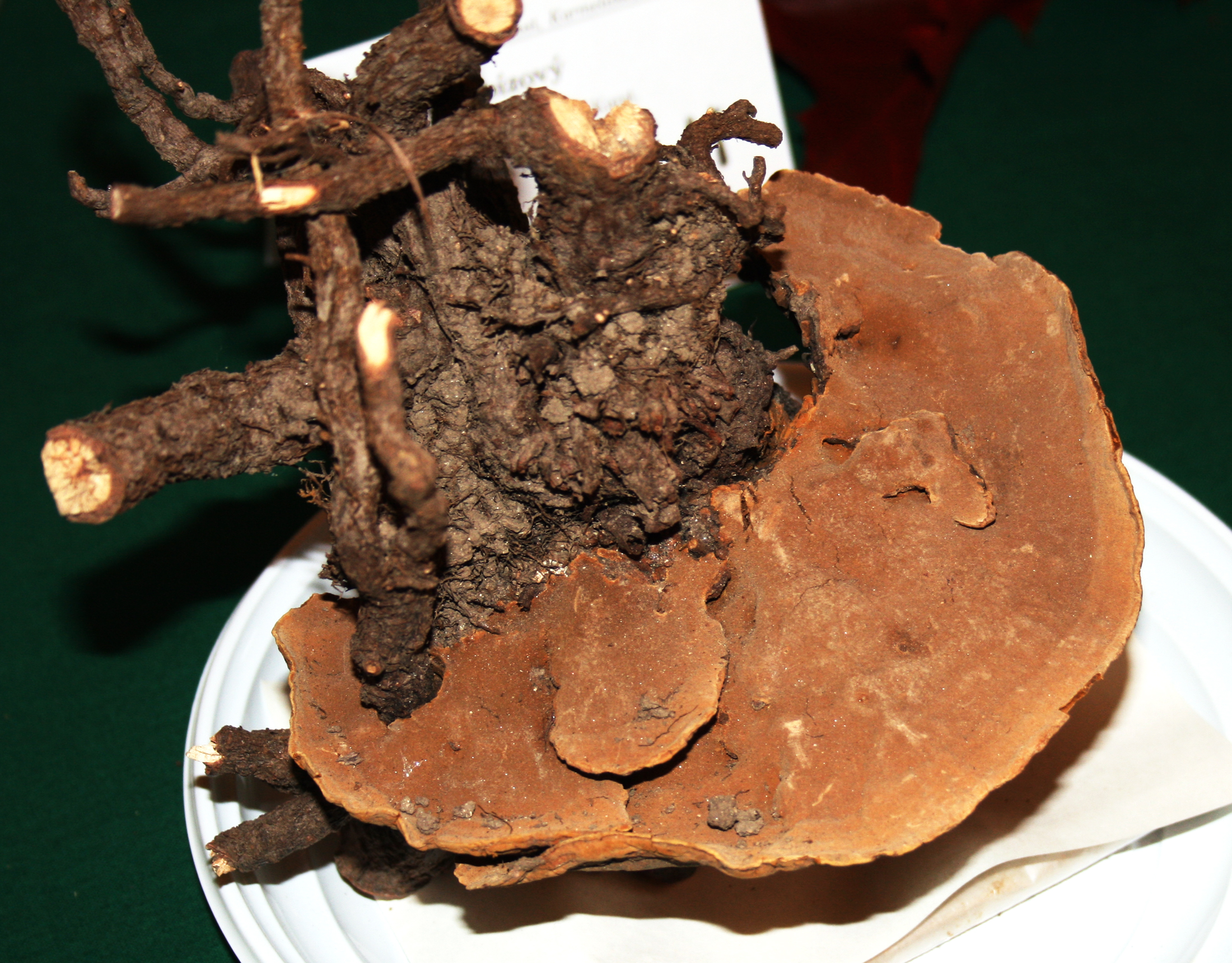

Czyrenica porzeczkowa (Phylloporia ribis (Schumach.) Ryvarden) – gatunek grzybów z rzędu szczeciniakowców (Hymenochaetaceae).

## Systematyka i nazewnictwo
Pozycja w klasyfikacji według Index Fungorum: Phylloporia, Hymenochaetaceae, Hymenochaetales, Agaricomycetidae, Agaricomycetes, Agaricomycotina, Basidiomycota, Fungi.
Takson ten w 1803 r. opisał Heinrich Christian Friedrich Schumacher nadając mu nazwę Boletus ribis. Potem zaliczany był do różnych rodzajów. Obecną, uznaną przez Index Fungorum nazwę nadał mu Leif Ryvarden w 1978 r.
Ma ponad 90 synonimów. Niektóre z nich:
- Cryptoderma ribis (Schumach.) Imazeki 1943
- Inonotus ribis (Schumach.) Maire 1938
- Ochroporus ribis (Schumach.) J. Schröt. 1888
- Phellinus ribis (Schumach.) Quél. 1886[2].

Polskie nazwy: huba porzeczkowa, huba porzeczkowa forma trzmielinowa (Franciszek Błoński 1896), żagiew porzeczkowa (F. Kwieciński 1896), żagiew trzmielinowa (Stanisław Chełchowski 1898), czyreń porzeczkowy (Stanisław Domański 1967), czyrenica porzeczkowa (Władysław Wojewoda 1999).

## Morfologia
Owocnik
Wieloletni, do podłoża przyrastający bokiem, często otaczający pęd, półkolisty. Zwykle owocniki występują grupowo, gęsto stłoczone i zrośnięte z sobą. Pojedynczy owocnik osiąga szerokość do 10 cm i grubość do 4 cm u podstawy, ale zwykle owocniki są mniejsze. Powierzchnia górna bruzdowana, koncentrycznie strefowana, o barwie od rdzawej do ciemnobrązowej, z żółtawobrązowym brzegiem, w młodych owocnikach guzowata i aksamitna, w starszych bardziej gładka, matowa, z dołkami i małymi guzkami, często zielonkawymi od porastających je glonów. Kontekst miękki i elastyczny, od krusty oddzielony czarną linią. Ma barwę od cynamonowej do ciemnoczerwonobrązowej.
Cechy mikroskopowe
Hymenofor rurkowaty. Pory ciemno rdzawobrązowe, okrągłe, drobne, w liczbie 6–7 na mm, prawie niewidoczne gołym okiem. Warstwy rurek jednobarwne, o grubości do 5 mm i niewyraźnie rozwarstwione. System strzępkowy monomityczny. Strzępki generatywne z prostymi septami, cienkościenne do grubościennych, w kruście gęsto rozgałęzione z rozproszonymi septami, żółte do jasno rdzawobrązowych, o średnicy 3–5 µm, w kontekście i tramie ciemniejsze, o średnicy do 7 µm, w subhymenium szkliste i cienkościenne, o średnicy 1,5–3 µm. Brak szczecinek. Podstawki maczugowate, 4-sterygmowe, 10–15 × 4–5 µm, z prostymi przegrodami u podstawy. Bazydiospory zwykle obficie występujące, elipsoidalne, nieco grubościenne, bladożółte, nieamyloidalne, 3–4,5 × 2,5–3 µm.

## Występowanie i siedlisko
Czyrenica porzeczkowa występuje w Ameryce Północnej, Europie i Azji. W. Wojewoda w 2003 r. przytacza liczne jej stanowiska na terenie Polski. Bardziej aktualne stanowiska podaje internetowy atlas grzybów.
Grzyb nadrzewny, pasożyt i saprotrof. W Polsce występuje w lasach i ogrodach, notowany na korzeniach i u podstawy pędów żywych krzewów trzmieliny pospolitej, trzmieliny brodawkowatej, bzu czarnego i różnych gatunków porzeczek. Wywołuje u nich chorobę o nazwie huba porzeczki. W innych krajach notowany także na martwych korzeniach wielu gatunków drzew i krzewów. Powoduje białą zgniliznę twardzieli.

## Gatunki podobne
Czyrenica porzeczkowa jest zwykle łatwa do identyfikacji po małych owocnikach wyrastających u podstawy cienkich pędów. W większości przypadków jest pasożytem, występuje na żywych pędach. Od grzybów z rodzaju Inonotus (błyskoporek) odróżnia się wyraźną czarną strefą między grubą, gąbczastą krustą a twardym, błyszczącym kontekstem. Pod mikroskopem odróżnia się brakiem szczecinek i licznymi, małymi, żółtymi zarodnikami.